# Een nagelaten bekentenis
Een nagelaten bekentenis is de derde en bekendste roman van Marcellus Emants. De roman verscheen in 1894 en schaart zich in de traditie van het literaire naturalisme, waarvan Emants binnen de Nederlandse literatuur een van de eerste bekende vertegenwoordigers is.
De hoofdpersoon en ik-verteller is Willem Termeer, een 35-jarige man zonder echt sociaal leven. Aan het begin van het verhaal vertrouwt hij de lezer toe dat hij buiten ieders weten om zijn vrouw heeft vermoord.

## Verhaal
Termeer is een rentenier, afkomstig uit de gegoede burgerij. Nadat zijn ouders vroeg waren gestorven, werd hij opgevoed door een voogd, Bloemendael. Tijdens zijn adolescentie slaagt hij er niet in een vaste relatie op te bouwen. Uiteindelijk treedt hij in het huwelijk met Anna Bloemendael, de jongste dochter van zijn vroegere voogd.
Termeer twijfelt al aan zijn huwelijk voordat hij is getrouwd. Als ze net zijn getrouwd, verbeeldt hij zich even dat hij iets voor haar voelt, maar al snel raakt hun huwelijk volledig in het slop. Ze krijgen een dochter, die slechts anderhalf jaar leeft.
Termeer wordt almaar ongelukkiger en het is duidelijk dat Anna ook voelt dat hun huwelijk niet goed is, ze is volkomen afstandelijk tegenover hem. Op een dag, als ze samen in de woonkamer zitten, wordt Termeer woedend en verwijt Anna dat ze zijn leven kapotmaakt door hun huwelijk tegen beter weten in te laten voortduren. Anna reageert volkomen onverschillig. Die nacht, als Anna ligt te slapen, dient Termeer haar een overdosis Sirop Follet (een slaapmiddel) toe, waarop ze sterft.
Tegenover Anna's ouders, die niets weten van het slechte huwelijk, houdt Termeer de schijn op dat hij heel verdrietig is.

## Dubbelzinnig einde
Analyses concluderen dat het einde van het verhaal op twee manieren kan worden geïnterpreteerd. Het is ook mogelijk dat Anna in werkelijkheid zelfmoord pleegt waarna Termeer, die aan het eind van het verhaal duidelijk bezig is zijn verstand te verliezen, zich inbeeldt dat hij haar heeft vergiftigd.

## Edities
Een nagelaten bekentenis werd voor het eerst uitgegeven door Van Holkema & Warendorf in 1894. In 1906 kwam een Duitse editie uit, vertaald door Rhea Sternberg. Het boek verscheen ook in het Frans (1969) en het Engels (1975). In 1991 leverde Zofia Klimaszewska een Poolse vertaling af, in 2010 maakte Adam Bžoch een Slowaakse vertaling en in 2013 zag de vertaling in het Spaans door Diego J. Puls het licht.

## Bewerkingen
In 1978 maakte Ton Vorstenbosch een toneelbewerking van het verhaal.

## Opening
'Mijn vrouw is dood en al begraven.

Ik ben alleen in huis, alleen met de twee meiden.

Dus ben ik weer vrij; maar wat baat me nu die vrijheid?' 